# 万象地区
萬象地區是寮國西北部的一個行政區，寮國首都永珍即位於該行政區內。萬象地區成立於1989年，當時該行政區從永珍省分離出來。
萬象地區位於湄公河畔，與泰國接壤，面積達3920平方公里。萬象地區始建於16世紀，是賽色塔提拉國王統治時期的城市。城市的舊城區擁有古老的寺廟、博物館、紀念碑和公園。根據2015年的人口普查，萬象地區的人口總數為820924人。
萬象地區的保護區包括普考考艾國家保護區、富帕南國家保護區和會鄢森林保護區，後者是觀賞鳥類和蝴蝶的好去處。